# Наси-паданг
На́си-пада́нг (индон. и мин. nasi Padang, буквально — «рис по-падангски») — принятая в падангской кухне подача варёного риса с многочисленными разнообразными гарнирами. Является важнейшим элементом этой кухни, её признанным символом.
Имеет множество вариаций компоновки, количество гарниров может исчисляться десятками. Практикуется главным образом в ресторанной кухне, а также за праздничными трапезами индонезийского народа минангкабау. Благодаря массовым миграциям минангабау и их активности в сфере ресторанного бизнеса наси-паданг получил значительную известность во всей Индонезии. Пользуется немалой популярностью также в Малайзии, Сингапуре, Нидерландах и некоторых других странах.
Наси-паданг явился прообразом рийстафеля — комплексного обеда, ставшего традиционным для индонезийской кухни колониального периода, а затем популяризированного в самих Нидерландах и некоторых других нидерландских владениях.

## Происхождение и распространение

Ареал расселения народа минангкабау на Суматре

Варёный рис исторически является главной составляющей рациона большинства жителей Индонезии, тогда как прочие продукты обычно служат лишь более или менее значительными дополнениями к нему. Многие индонезийские блюда представляют собой порцию риса, рядом с которой или поверх которой накладываются один или несколько гарниров и соусов, объём которых обычно значительно уступает объёму самого риса: такая добавка по-индонезийски называется «ла́ук» (индон. lauk), а набор из нескольких различных гарниров и соусов к рису — «ла́ук-па́ук» (индон. lauk pauk).
В кулинарной практике проживающего в западной и центральной части Суматры народа минангкабау, которая известна как падангская кухня, рис играет столь же важную роль, как и в кухнях большинства других народов Индонезии. Однако среди минангкабау сложилась своеобразная, нетипичная для прочих индонезийцев традиция подачи разнообразных гарниров к рису на отдельных тарелках или блюдцах. Подобный комплекс из варёного риса в окружении множества дополнительных кушаний получил название на́си-пада́нг, что буквально означает «рис по-падангски».

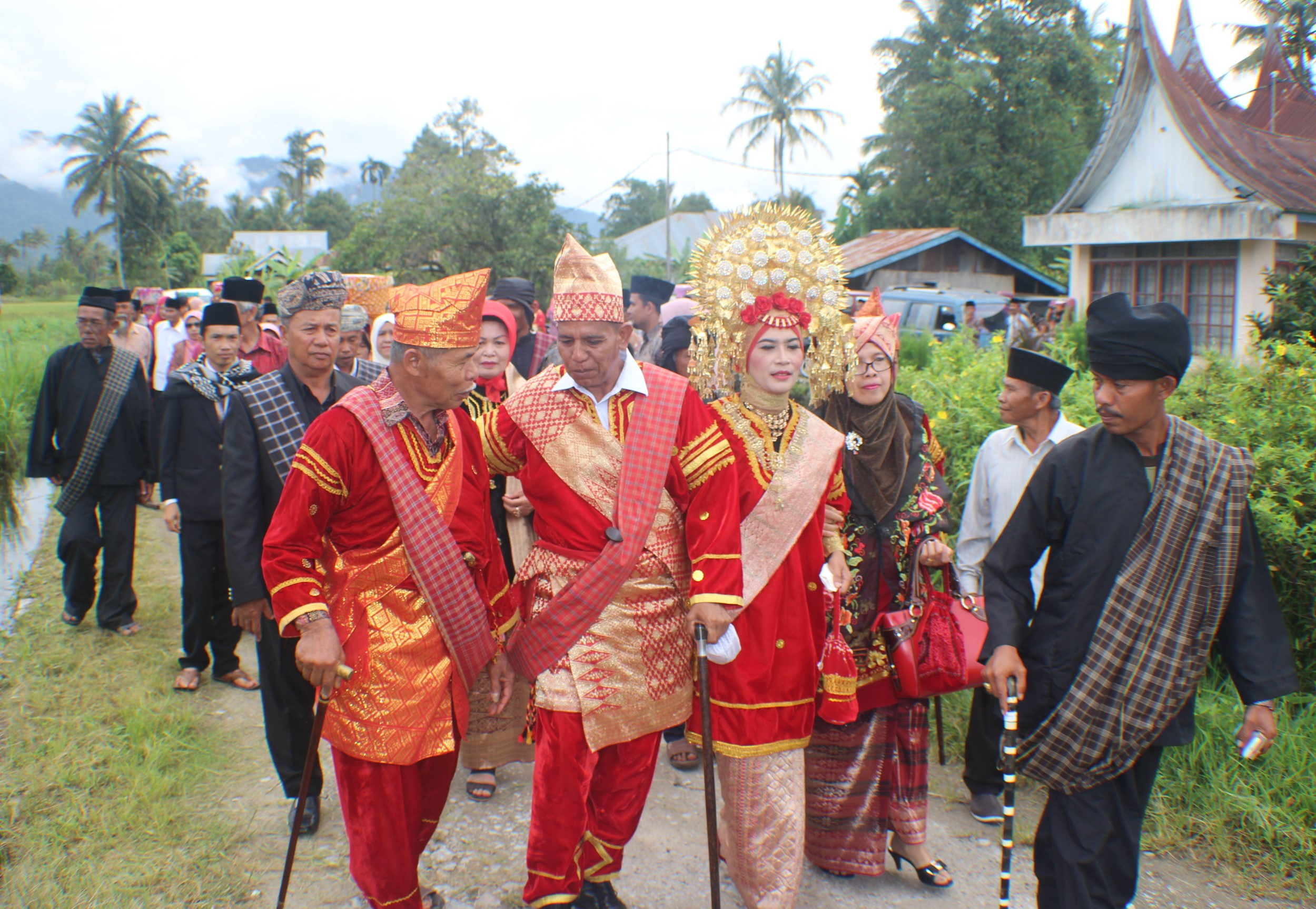
Минангкабау в праздничных нарядах

По мнению индонезийских исследователей, формированию такой манеры подачи риса с многочисленными гарнирами способствовало относительное богатство и разнообразие падангской кухни: так, значительное развитие скотоводства в этой части Суматры обеспечивает существенно большее потребление мясных продуктов, чем в других районах Малайского архипелага. Соответствующая кулинарная практика предположительно имеет давнюю историю, однако широкое распространение и известность она получила лишь во второй четверти XIX века — благодаря начавшемуся тогда активному развитию на землях минангкабау общественного питания. С того времени наси-паданг стал основой меню многочисленных местных харчевен. Последние, в отличие от привычных для Явы и многих других островов Индонезии маленьких варунгов, обычно представляют собой достаточно крупные капитальные здания, имеющие, как и традиционные жилые дома минангкабау, характерные крыши из плотно спрессованного пальмового волокна — массивные, заметно прогнутые по коньку, и рассчитанные на большое количество посетителей.

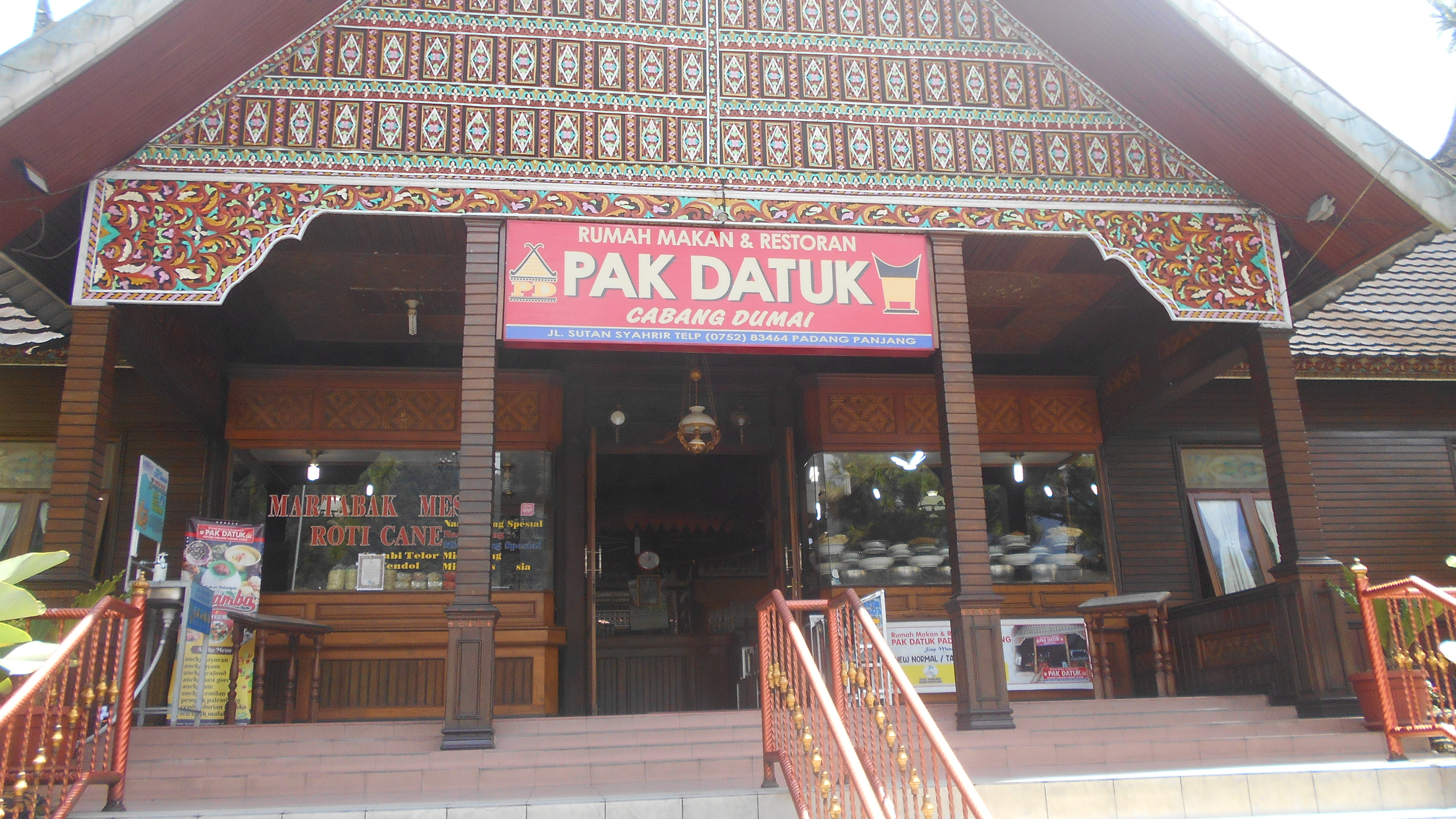
Традиционный ресторан падангской кухни. В витрине виден наси-паданг

Благодаря широкому применению в харчевнях у минангкабау, сервировка наси-паданга обратила на себя внимание не только соседних народов Суматры, но и нидерландских колонизаторов, активно осваивавших в середине XIX века этот самый западный из Больших Зондских островов. Последние быстро переняли практику одновременной подачи риса со множеством гарниров: она приобрела популярность среди достаточно многочисленного голландского населения Нидерландской Ост-Индии, а также определённых кругов туземной элиты, тесно контактировавших с колонизаторами. Однако в «колониальном» исполнении ассортимент гарниров был значительно расширен — прежде всего, за счёт блюд яванской кухни и кухни перанаканов, которые, естественно, не фигурировали в оригинальных версиях наси-паданга, а объём порций был увеличен. Такой комплексный обед, развившийся на основе наси-паданга, получил голландское название рийстафель и стал основой особой кухни, сочетавшей как индонезийские, так и европейские элементы, которая стала широко известна не только в голландской Индонезии, но и в самих Нидерландах как «ост-индская».
Дальнейшей популяризации наси-паданга за пределами Суматры способствовали активные миграции минангкабау по региону. В разные периоды XIX—XX веков сотни тысяч представителей этой народности выезжали на заработки либо переселялись на постоянной основе не только в другие районы Индонезии, но и на территорию соседних Малайзии и Сингапура, в метрополию Индонезии — Нидерланды, а также в некоторые другие страны, в том числе, в нидерландские колониальные владения. Одним из основных направлений их хозяйственной деятельности на новых местах был ресторанный бизнес, в результате чего наси-паданг получил достаточно широкую международную известность. Так, например, в Сингапуре репутацию туристической достопримечательности имеет специализирующаяся на наси-паданге харчевня, открытая выходцами с Суматры ещё в 1948 году. В самой же Индонезии наси-паданг воспринимается как кулинарный символ народа минангкабау и часто называется «главным вкладом минангкабау в индонезийскую культуру».

## Состав и разновидности

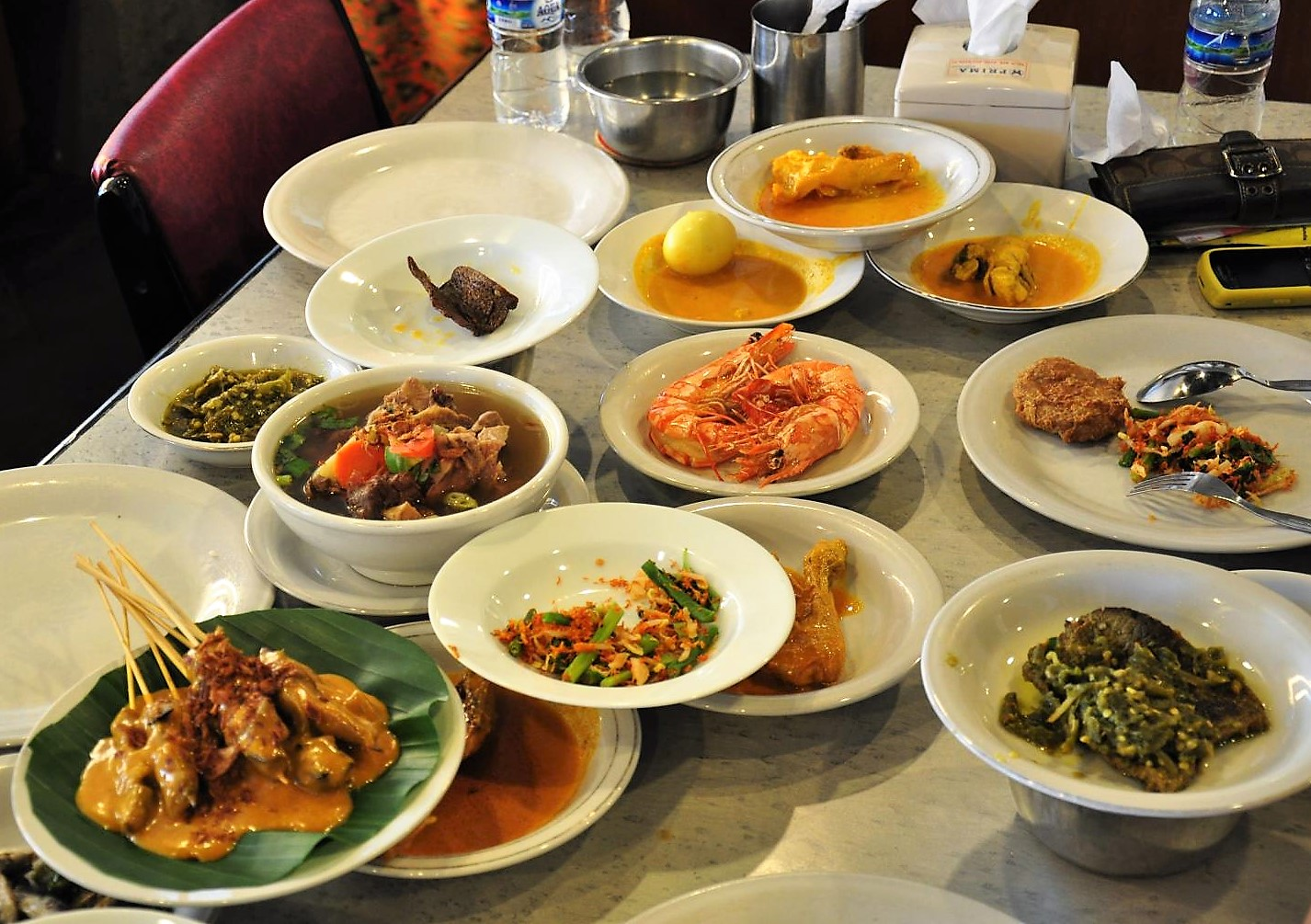
Классический наси-паданг

Центральным элементом наси-паданга является порция варёного риса. Рис для этих целей обычно используется простой — сваренный в воде без добавления каких-либо специй или кокосового молока. В современных условиях для его приготовления часто используются рисоварки.
Ассортимент гарниров в составе наси-паданга может быть весьма разнообразным. В его состав неизменно входят такие ключевые падангские кушанья, как ренданг, гулай и баладо, которые, в свою очередь, могут готовиться из самых разных продуктов. Особенно широко для их приготовления используются практически все виды мяса, кроме свинины, которая, с учётом приверженности абсолютного большинства минангкабау исламу, исключена из их рациона. Наибольшей популярностью в этом плане пользуется говядина и говяжьи субпродукты: помимо вышеперечисленных говяжьих специалитетов, из них могут готовиться миниатюрные шашлычки сате, которые в падангской кухне обычно подаются с густой ярко-жёлтой подливкой на основе загущённого рисовой мукой говяжьего бульона с добавлением куркумы, зиры, калганного корня и имбиря.
Наряду с мясными кушаньями, повсеместно в качестве гарнира используются омлеты, а также такой падангский специалитет, как яйца-баладо: очищенные от скорлупы варёные утиные или куриные яйца, обжаренные в остро-пряном фритюре из растительного масла, измельчённого красного перца, различных специй и пряностей. Из растительных продуктов, которые, опять же, могут готовиться как ренданг, гулай или баладо, либо просто пассероваться, наиболее часто подаются баклажаны, картофель, стручковая фасоль, вигна, а также мякоть плодов хлебного дерева и джекфрута. Кроме того, в составе наси-паданга нередко подаётся ачар — соленья, весьма популярные как среди минангкабау, так и у многих других народов Индонезии.

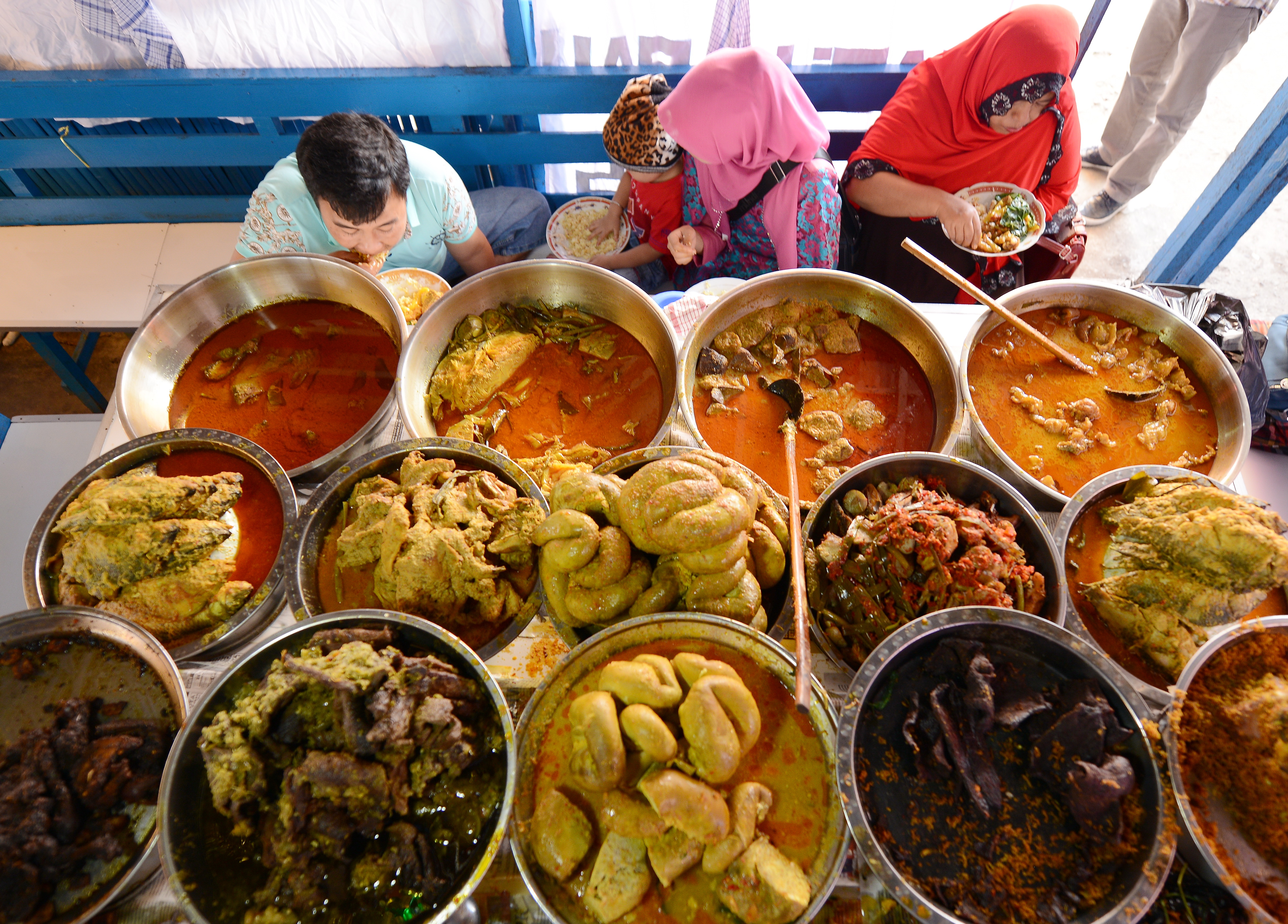
Наси-капау — наиболее известная разновидность наси-паданга

В соответствии с опросом, проведённым в 2019 году индонезийской редакцией канала CNN в социальных сетях, семью наиболее популярными гарнирами в составе наси-паданга оказались: различные виды ренданга, гулай из хрящей говяжьей ноги, гулай из говяжьей грудинки, баладо из вяленой говядины, жареная курятина, гулай из говяжьих мозгов и гулай из головы луциана.
В разных местностях в пределах ареала расселения минангкабау существуют различные нюансы приготовления и компоновки наси-паданга. Так, во внутренних районах однозначно превалируют мясные гарниры, а в прибрежных в ход часто идут рыба и морепродукты — кальмары, креветки, моллюски. Некоторые из устойчивых разновидностей этого комплексного обеда приобретают широкую известность на Суматре, а иногда и за её пределами под соответствующими «географическими» названиями. Наиболее знаменитым подвидом наси-паданга считается наси-капау — кулинарный специалитет жителей поселения Капау, входящего в состав округа Агам провинции Западная Суматра: сами местные жители считают наси-капау не разновидностью наси-паданга, а его альтернативой. Характерной особенностью наси-капау является использование в качестве гарниров преимущественно различных гулаев, приготовленных в большом количестве жидкого пряного соуса, имеющего обычно яркий красно-оранжевый цвет: такие гарниры, соответственно, подаются не на тарелках, а в глубоких мисках или металлических судках. Наиболее популярными гарнирами в наси-капау являются гулаи из мякоти джекфрута (часто с добавлением молодых побегов бамбука) и из говяжьих кишок, фаршированных смесью из рубленых яиц и тофу, а также пюре из листьев маниока, вываренных в кокосовом молоке.

## Подача и употребление

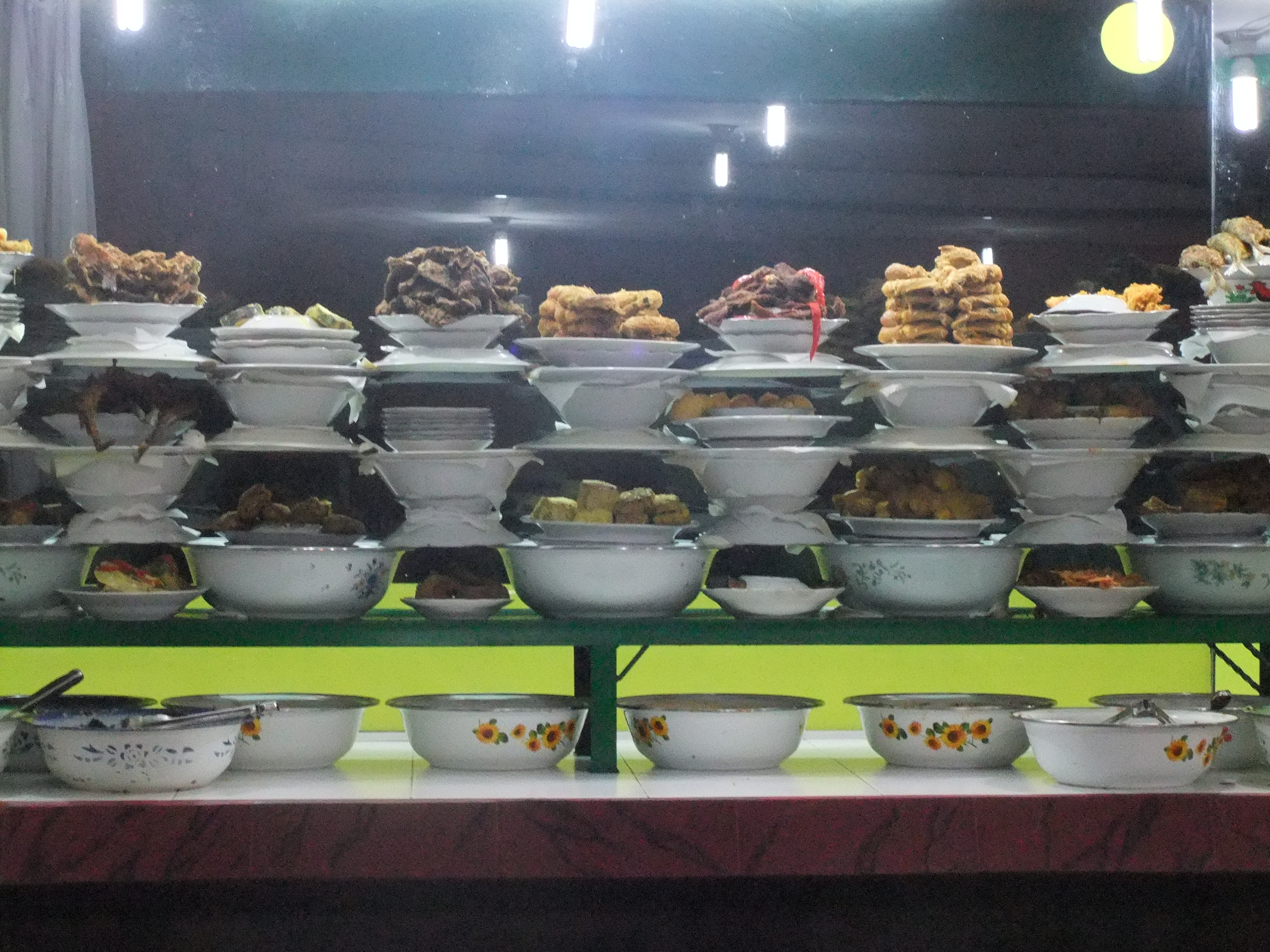
Наси-паданг, выставленный в окне падангской харчевни

Наси-паданг нечасто подаётся за обычными домашними трапезами: он ориентирован преимущественно либо на масштабное застолье, сопряжённое с приёмом достаточно многочисленных гостей, либо на ресторанную подачу. Он составляет основу меню в заведениях падангского общепита всех уровней: от сельских харчевен до ресторанов самого высокого уровня, часто подаётся в фуд-кортах торгово-развлекательных и офисных центров. Количество кушаний, задействованных в этой подаче, может быть различным — оно определяется, главным образом, либо достатком семьи, либо уровнем ресторана. Дюжина гарниров к рису считается достаточно большим, но вполне расхожим ассортиментом в домашней практике, рестораны же часто оперируют набором из нескольких десятков. Так, по данным на 2019 год, только в 2 % заведений падангской кухни наси-паданг включал менее 10 гарниров, в 17 % — от 10 до 20 гарниров, в 59 % — от 20 до 30 гарниров и в 32 % — более 30 гарниров. Всего же индонезийские специалисты в области общественного питания насчитали 122 различных кушанья, фигурирующих в падангских ресторанах в качестве гарниров в составе наси-паданга. В 2019 году наси-паданг был введён в меню некоторых международных рейсов индонезийской государственной авиакомпании «Гаруда Индонесия»: в условиях авиаперелётов было решено ограничиться шестью гарнирами к рису.
Составляющие наси-паданга, как правило, подаются в одинаковых небольших тарелках или блюдцах, ренданги или гулаи в соусах могут размещаться в глубокой посуде. Рис, объём которого обычно значительно превосходит порцию каждого из гарниров, может либо выкладываться на одно большое блюдо, либо, реже, разделяться на несколько небольших тарелок. На блюде или тарелках он, чаще всего, трамбуется в плотную горку с помощью полусферической миски. Традиционно есть рис и сопровождающие его кушанья было принято руками, однако в последние десятилетия всё более широко применяются вилки и ложки.

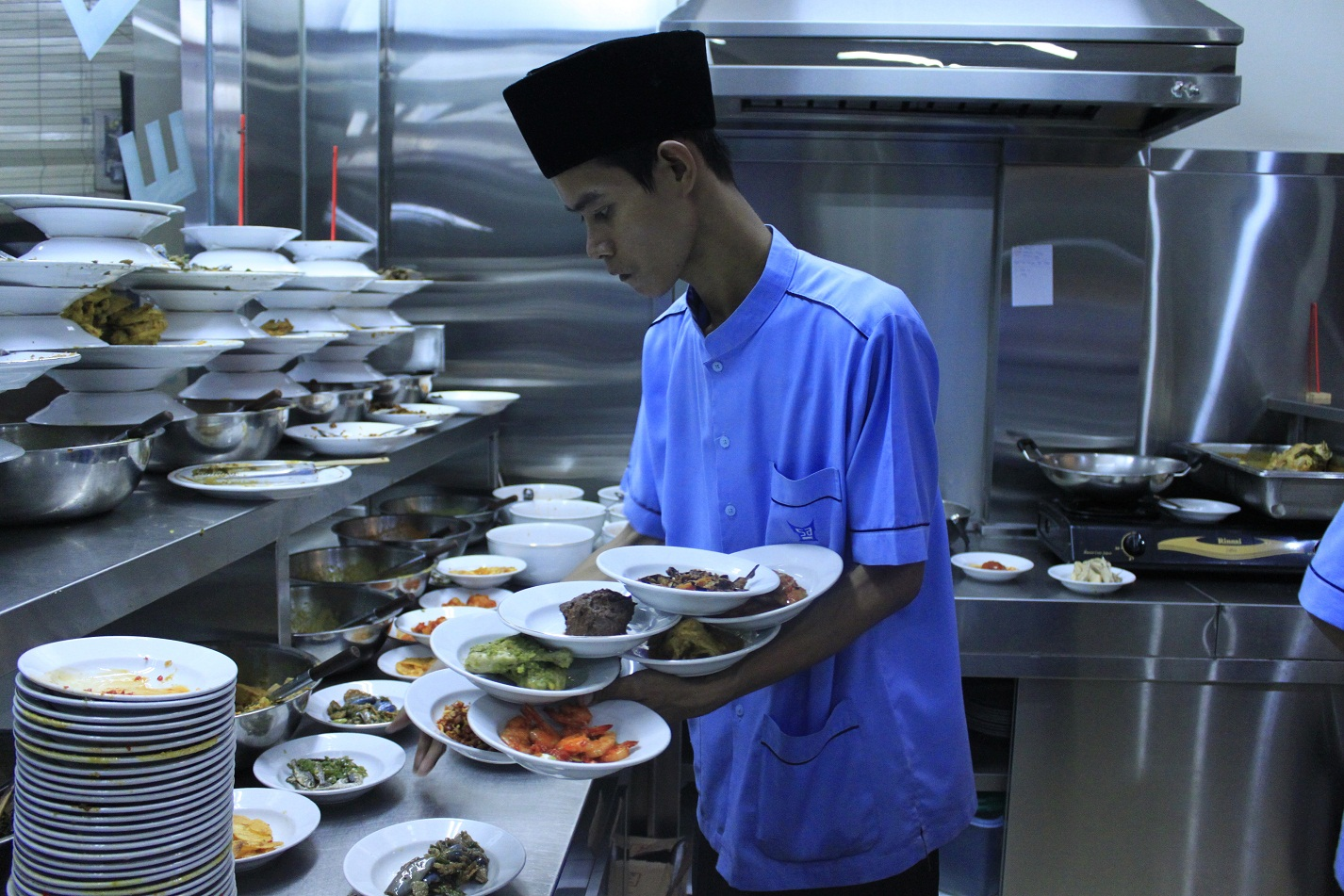
Официант, набирающий наси-паданг под заказ

В домашних условиях наси-паданг сервируется на обеденном столе, все кушанья подаются одновременно. Рис, если он не разделён на порции, традиционно занимает центр композиции в блюде или миске, а разделённый — распределяется порционно по краям стола. Подача же в заведениях общественного питания выглядит несколько иначе. Блюда, составляющие наси-паданг, заблаговременно расставляют в витрине ресторана: тарелочки с разнообразными кушаньями обычно устанавливаются одна на другую, образуя несколько «этажей». Подобные многоэтажные конструкции являются отличительной чертой традиционных ресторанов падангской кухни и часто служат наглядным меню заведения, делая излишним меню бумажное. В ресторанных витринах составляющие наси-паданг обычно демонстрируются от нескольких часов до нескольких дней — благо, обилие специй и пряностей обеспечивает достаточно длительную сохранность кушаний при комнатной температуре. Соответственно, на стол посетителям наси-паданг попадает в остывшем виде.
В общепите каждое из составляющих наси-паданга имеет свою отдельную цену и оплачивается по принципу a la carte — в этом ещё одно отличие наси-паданга от рийстафеля, за который взимается фиксированная оплата по принципу шведского стола. В ресторанной практике минангкабау сложилось два варианта подачи наси-паданга: песа́н (индон. и мин. pesan — «заказ») и хида́нг (индон. и мин. hidang — «подача»). Первый, более привычный для небольших харчевен, либо же используемый при обслуживании одного или небольшой группы посетителей, предполагает выбор клиентами нескольких кушаний из состава наси-паданга, которые вместе с порцией риса относятся к соответствующему столику. Второй, практикуемый при обслуживании больших компаний, в значительной мере напоминает домашнюю сервировку и считается более исконным: вместе с рисом на стол выставляются все составляющие наси-паданга. На столе ради экономии места тарелки тоже могут выставляться в несколько «этажей». Если к концу трапезы какие-то из них остались нетронутыми, оплата за них не взимается. К наси-падангу в падангском общепите обычно бесплатно подаются соусы, прежде всего различные виды самбала. При этом соевый соус, который является неотъемлемым атрибутом обеденного стола у большинства индонезийцев, с наси-падангом подаётся крайне редко — как правило, в падангских ресторанах, расположенных за пределами Суматры и ориентированных не на минанкабау. Бесплатно к наси-падангу также нередко подают несладкий чай — холодный или горячий.

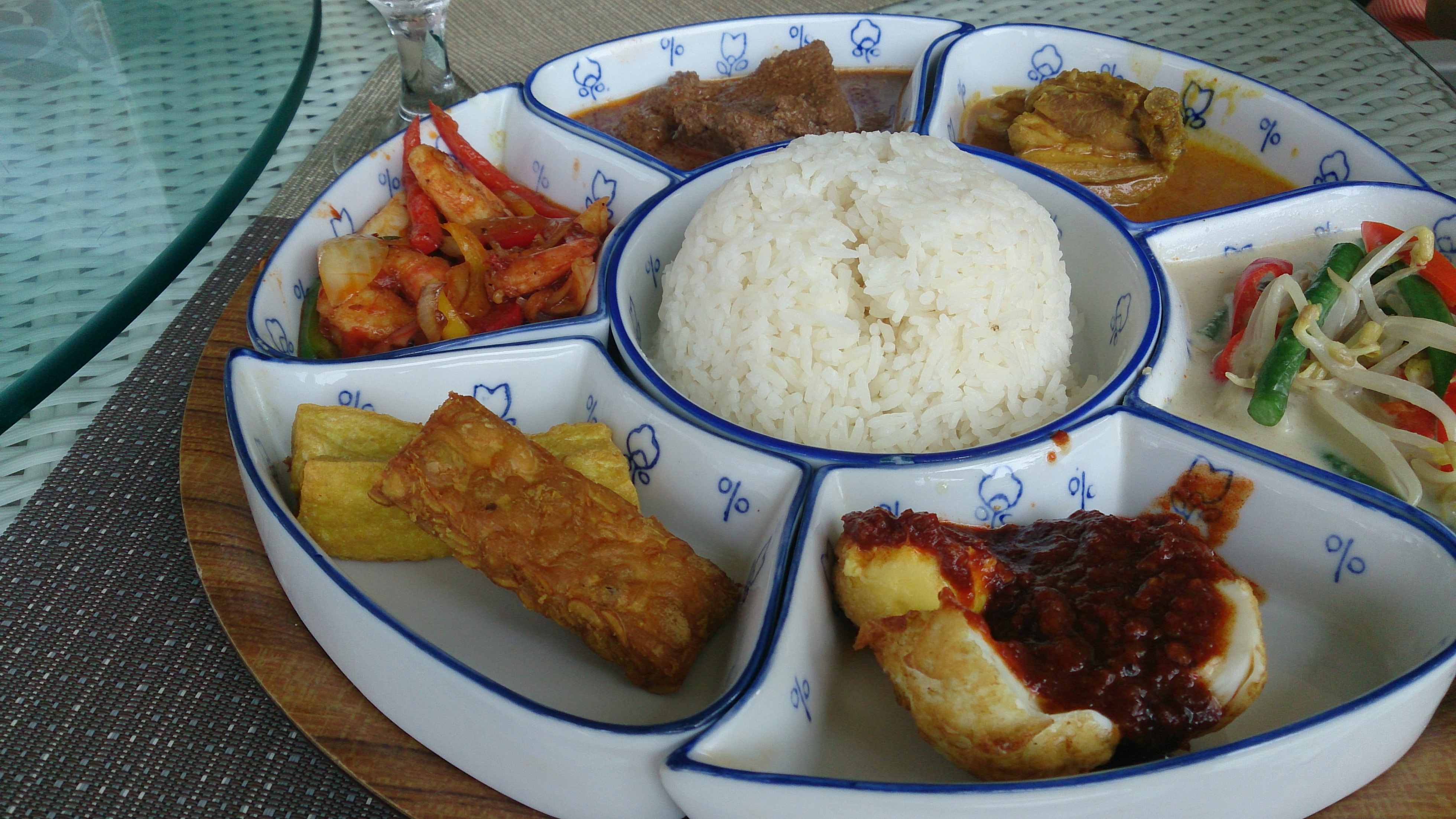
Наси-паданг, поданный в составной менажнице

В некоторых падангских ресторанах применяются не вполне обычные способы подачи наси-паданга. В отдельных случаях для сервировки этого комплексной трапезы используются специальные сервизы, представляющие собой составные менажницы: центральной частью таких сервизов служит круглая чаша для риса, вокруг которой по принципу секторов расставляются трапециевидные миски, внешний край которых образует окружность. Бывают и ещё более радикальные нововведения: так, в столице Индонезии Джакарте, где насчитывается около 20 тысяч ресторанов и харчевен падангской кухни, появилась небольшая сеть кафе, в которых выбранные клиентом гарниры наси-паданга укладывают в одну глубокую миску вместе с рисом. Сообщается даже о подаче смешанных гарниров наси-паданга внутри разрезанной булочки — наподобие гамбургера.
Как и многую другую ресторанную еду, наси-паданг можно заказать навынос. В большинстве случаев для этого используются пластиковые контейнеры и пакеты, однако в некоторых заведениях общественного питания традиционного типа, особенно в сельской местности, до сих пор практикуется старинный способ заворачивания риса и гарниров к нему в пальмовые листья. При заказе навынос во многих падангских ресторанах и харчевнях (согласно социологическим исследованиям 2019 года, в 71 % из них) традиционно отпускают бо́льше риса, чем при обслуживании в заведении: считается, что таким образом «компенсируется» отсутствие нагрузки на официантов.